# Apanteles sauros
Apanteles sauros är en stekelart som beskrevs av Nixon 1965. Apanteles sauros ingår i släktet Apanteles och familjen bracksteklar. Inga underarter finns listade i Catalogue of Life.